# 北開普省省長
北開普省省长是南非北開普省的政府首腦。現任北開普省省长為非洲人國民大會的薩馬尼·索爾，他於2019年5月22日就任。

## 北開普省省长列表
| 任次 | 姓名                           | 當選日期      | 離任日期      | 政黨           |
| ---- | ------------------------------ | ------------- | ------------- | -------------- |
| 1    | 曼內·迪皮科                    | 1994年5月7日  | 2004年4月30日 | 非洲人國民大會 |
| 2    | 迪布·彼特斯                    | 2004年4月30日 | 2009年5月6日  | 非洲人國民大會 |
| 3    | 哈澤爾·詹金斯                  | 2009年5月6日  | 2012年2月26日 | 非洲人國民大會 |
| -    | 嘉薩爾達·奇傑克拉（代理）      | 2012年2月26日 | 2013年4月2日  | 非洲人國民大會 |
| 4    | 希薇亞·盧卡斯（代理至5月23日） | 2013年4月2日  | 2019年5月22日 | 非洲人國民大會 |
| 5    | 薩馬尼·索爾                    | 2019年5月22日 | 現任          | 非洲人國民大會 |

## 外部連結
- Office of the Premier（页面存档备份，存于）